# Centre de recherches sociologiques
Le Centre de recherches sociologiques (en espagnol : Centro de Investigaciones Sociológicas ou CIS) est un organisme autonome (depuis 1990) qui dépend du ministère de la Présidence et qui a pour fonction l'étude de la société espagnole notamment à travers la réalisation de sondages périodiques effectuées de sa propre initiative ou sur la demande d'autres organismes. Il diffuse ses travaux sur Internet et dans des revues et publications scientifiques.

## Historique
Le CIS est l'héritier de l'Institut d'opinion publique (IOP), fondé en 1963 et réogarnisé en 1977. Le CIS a depuis réalisé quelque 2 200 enquêtes ou études d'avis. 

## Structure organique
- Le président, Cristóbal Torres Albero, qui a été nommé en 2016.
  -     - Deux conseillers techniques

  - Le conseil consultatif
    - Le secrétariat général
    - Le département de recherche
    - Le département des banques de données
    - Le département des publications et de la promotion de la recherche

Son siège se situe à Madrid, 8 rue Montalbán.

## Enquêteurs
Le CIS dispose d’un personnel d’environ cent personnes, fonctionnaires et contractuels, en comptabilisant le personnel technique, administratif et subalterne.